# Titularbistum Segermes
Segermes ist ein Titularbistum der Römisch-katholischen Kirche. 
Die Stadt Segermes war eine römische Stadt und ist identisch mit dem heutigen Segermes in Tunesien, die Stadt ist ca. 60 Kilometer von Karthago entfernt.
| Titularbischöfe von Segermes |                                                        | |                    |                  |
| Nr.                          | Name                                                   | Amt | von                | bis              |
| 1                            | Luigi Rovigatti                                        | Weihbischof im Porto und Santa Rufina Apostolischer Administrator von Tarquinia e Civitavecchia (Italien)                                                    | 23. Mai 1966       | 10. Februar 1973 |
| 2                            | Jean-Lucien-Marie-Joseph Cadilhac                      | Weihbischof in Avignon (Frankreich) | 5. September 1973  | 16. März 1978    |
| 3                            | Renato Raffaele Martino Titularerzbischof pro hac vice | Apostolischer Pro-Nuntius Apostolischer Delegat Ständiger Vertreter bei den Vereinten Nationen Präsident des Päpstlichen Rates für Gerechtigkeit und Frieden | 14. September 1980 | 21. Oktober 2003 |
| 4                            | Josef Clemens                                          | Sekretär des Päpstlichen Rates für die Laien | 25. November 2003  |                  |